# Senna spectabilis

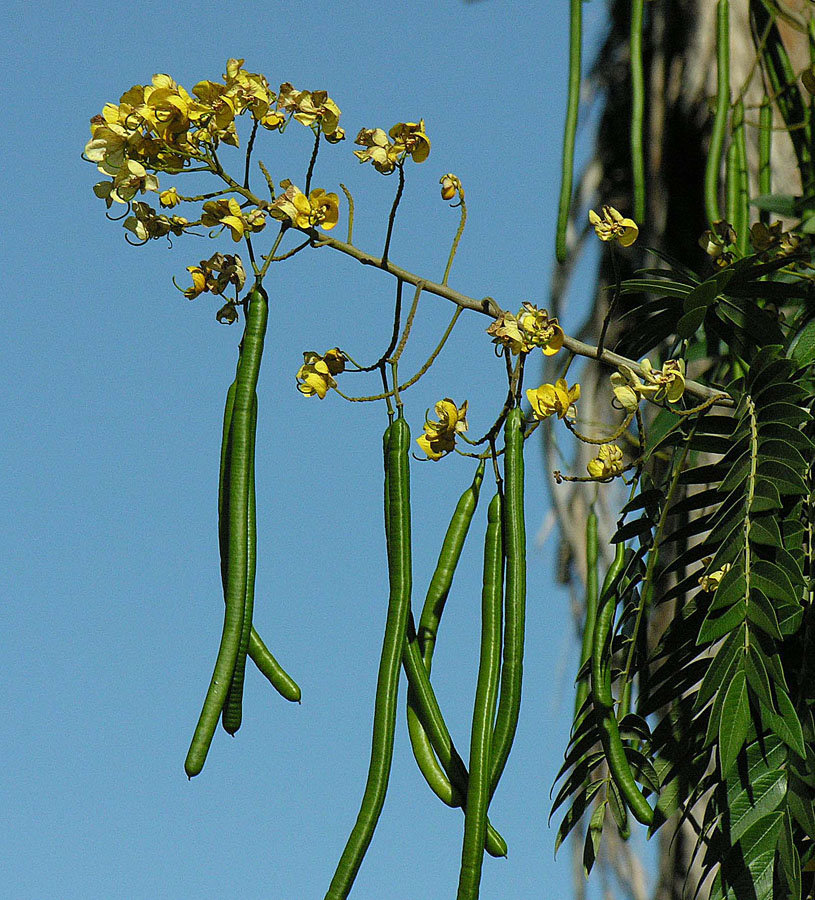
Vainas de semillas.

Senna spectabilis, comúnmente llamada candelillo, carnavalito o mucuteno, es una especie de la familia Fabaceae distribuida por América del Sur y Central.

## Descripción
Árbol caducifolio cuya altura varía entre los 2–15 m, de crecimiento rápido y copa frondosa.

Hojas parapinnadas pubescentes, miden de 20–40 cm de largo; con 10–16 pares de folíolos decrecientes en ambos extremos del raquis, ovados o lanceolado-elípticos, los del par más grande 4,5–9,5 cm de largo y 1,5–3 cm de ancho; no presentan nectario; raquis de 11–36 cm, y pecíolos de 15–35 mm, estípulas falcado (que tiene una curvatura semejante a la de la hoz) linear-atenuadas de 4–10 mm de largo. Las inflorescencias son panículas racemosas pubescentes que surgen en las axilas de las hojas. Presentan de 10–60 flores, el eje y pedúnculo miden de 4–20 cm de largo en conjunto, pedicelos normalmente de 20–35 mm de largo; sépalos diferenciados gradualmente, los sépalos internos miden de 6–11 mm de largo; corola irregular, el pétalo abaxial más largo, mide 22–34 mm de largo; las anteras de los 7 estambres son fértiles 4,7–7 mm de largo, las abaxiales con rostro extendido horizontalmente; estilo 1,5–2,5 mm de largo; óvulos 80–120. El fruto es una vaina cilíndrica y recta, cuadrangulada, de 16–30 cm de largo y 0,9–1,2 cm de ancho, las valvas papiráceas son de color negruzco y se muestran arrugadas al madurar; contienen una semilla seriada y areolada.

## Distribución y hábitat
Es nativa de América del Sur y Central, así como las Islas del Caribe e introducida en muchos otros países por todo el mundo.
Se encuentra en bosques húmedos y secos estacionales, bosques secundarios y como árbol de sombra. Habita entre los 350–1300 m s. n. m.

## Etimología
- Uno de sus sinónimos, Cassia, se refiere al nombre griego de leguminosas de frutos, usados en medicina.  *spectabilis, del latín por espectacular, debido a su bella floración.

## Nombres comunes
En las Islas Canarias y Costa Rica se la conoce como candelillo de Santa Ana.
En Colombia se conoce como vainillo

## Usos
Su madera se utiliza como leña, para producir carbón y, debido a su dureza y resistencia, para fabricar herramientas de mano

De uso apícola.

En jardinería se utiliza como ornamental.